# Бобрик (Сумський район)
Бо́брик — село в Україні, у Миколаївській селищній громаді Сумського району Сумської області. Населення становить 547 осіб. До 2016 орган місцевого самоврядування — Бобрицька сільська рада.
Після ліквідації Білопільського району 19 липня 2020 року село увійшло до Сумського району.

## Географія
Село Бобрик розташоване на березі річки Бобрик, вище за течією на відстані 4 км розташоване село Комарицьке, нижче за течією на відстані 2 км розташоване село Біликівка.
По селу тече струмок, що пересихає із загатами.
Через село пролягає автомобільний шлях Т 2504.

## Історія
- За даними на 1864 рік у власницькому селі Лебединського повіту Харківської губернії мешкало 1403 особи (689 чоловічої статі та 714 — жіночої), налічувалось 140 дворових господарств[2].
- Станом на 1914 рік село відносилось до Тучнянської волості, кількість мешканців зросла до 1915 осіб[3].
- Село постраждало внаслідок геноциду українського народу, проведеного урядом СССР 1923—1933 та 1946–1947 роках[джерело?].
- Перша церква у селі Бобрик була збудована в ім’я Святої Марії-Магдалини, але точна дата спорудження не відома. Ймовірно, це було у першій половині ХІХ століття. За переказами, церкву збудували пани Камстадіуси. В 1885 році коштами парафіян була споруджена нова однопрестольна дерев’яна церква. До парафії належали села Бобрик, Біликівка, Новозінів, Старозінів, Піщане, Руда. В селі Бобрик діяли жіноча церковнопарафіяльна школа та дві земські школи. За часів радянської влади, орієнтовно в 1929 році у половині приміщення церкви розташовувалося зерносховище. Пізніше церкву повністю закрили. Приблизно у 1937-1938 роках церква Святої Марії Магдалини була напівзруйнована місцевою владою, залишилися тільки стіни, на основі яких побудували будинок культури у 1938 році. Церковно-приходська книга церкви Святої Марії Магдалини зараз зберігається у Державному архіві Сумської області[4].
- 12 червня 2020 року, відповідно до розпорядження Кабінету Міністрів України № 723-р «Про визначення адміністративних центрів та затвердження територій територіальних громад Сумської області», село увійшло до складу Миколаївської селищної громади[5].
- 19 липня 2020 року, в результаті адміністративно-територіальної реформи та ліквідації Білопільського району, село увійшло до складу новоутвореного Сумського району[1].

## Населення

### Мова
Розподіл населення за рідною мовою за даними :
| Мова            | Кількість | Відсоток |
| --------------- | --------- | -------- |
| українська      | 534       | 97.62%   |
| російська       | 9         | 1.65%    |
| білоруська      | 2         | 0.37%    |
| угорська        | 1         | 0.18%    |
| інші/не вказали | 1         | 0.18%    |
| Усього          | 547       | 100%     |

## Відомі люди
- Литвиненко Анатолій Григорович (1958—1988) — капітан радянської армії, командир ланки Мі-24, учасник афганської війни.